# 永嘉乡
永嘉乡，是中华人民共和国四川省自贡市大安区曾经下辖的一个乡。2019年9月撤消，其所属行政区域划归何市镇管辖。

## 行政区划
永嘉乡撤销前下辖以下地区：
何家冲村、瓦厂村、高家坡村、新房村、林远巷村、蔡家冲村和龚家渡村。